# کازوکی کیشیگامی
کازوکی کیشیگامی (انگلیسی: Kazuki Kishigami؛ زادهٔ ۲۴ دسامبر ۱۹۹۱) بازیکن فوتبال اهل ژاپن است.